# Лепинский, Павел Николаевич
Павел Николаевич Лепинский (укр. Павло Миколайович Лепинський; род. 19 августа 1991, Курахово) — украинский спортсмен, представляющий гиревой спорт, мастер спорта международного класса. Чемпион мира 2013 года в Ташкенте (Узбекистан).

## Биография
Родился 19 августа 1991 года в городе Курахово.
Гиревым спортом занимается с 2007 года. 1 сентября 2011 года присвоено спортивное звание мастер спорта Украины. Член национальной сборной Украины с 2013 года. Тренируется под руководством тренеров высшей категории Четверикова Сергея Сергеевича и Белицкого Валерия Петровича.

## Спортивные результаты
- 2010 — бронза международного турнира памяти Омельченко В. И. (Запорожье)
- 2011 — серебро всеукраинской спартакиады металлургов и горняков Украины
- 2011 — бронза чемпионата Украины среди юниоров (Кировоград)
- 2012 — золото всеукраинской спартакиады металлургов и горняков Украины (Запорожье)
- 2012 — золото всеукраинских сельских игр (Харьков)
- 2013 — золото чемпионата Украины среди юниоров (Тернополь)
- 2013 — бронза чемпионата Украины (Тернополь)
- 2013 — серебро всеукраинских сельских игр (Кировоград)
- 2013 — золото чемпионата мира (IGSF) среди юниоров (Ташкент)
- 2013 — бронза чемпионата мира (IGSF) (Ташкент)
- 2013 — золото чемпионата мира (IGSF) в командной эстафете среди мужчин
- 2013 — золото всеукраинской спартакиады металлургов и горняков Украины (Запорожье)
- 2014 — золото всеукраинских сельских игр (Мелитополь)
- 2014 — золото чемпионата Украины (Донецк)
- 2014 — серебро всеукраинской спартакиады металлургов и горняков Украины (Запорожье)
- 2015 — серебро кубка Украины (Никополь)
- 2015 — золото чемпионата Украины (Токмак)